# Eilema triplaiola
Eilema triplaiola là một loài bướm đêm thuộc phân họ Arctiinae, họ Erebidae.